# Meliponinis
Els meliponinis (Meliponini) són una tribu d'himenòpters apòcrits de la família dels àpids (Apidae) que inclou unes 500 espècies. Alguns autors la consideren una subtribu (Meliponina)). Estan estretament relacionades amb l'abella de la mel comuna, abelles fusteres, Euglossini i Bombus. Reben el nom d'"abelles sense fibló", nom comú força imprecís, ja que hi ha altres espècies d'abelles, especialment dins la família Andrenidae, que no tenen la capacitat de picar amb el fibló, ja que gairebé totes elles són mascles. A més, els meliponinis sí tenen fibló, però està molt reduït i no es pot usar per a la defensa.

## Distribució
Aquestes abelles es poden trobar en la majoria de regions tropicals i subtropicals del món, com Austràlia, Àfrica, Sud-est d'Àsia i Amèrica tropical. La majoria de les abelles indígenes eusocials d'Amèrica central i Amèrica del Sud són Meliponini, però només unes poques produeixen mel que pugui ser recollida pels humans. N'hi ha força diversitat a l'Àfrica incloent Madagascar, i també se'n fa apicultura allà. La mel d'aquestes abelles es considera medicinal a Àfrica i Amèrica.

## Comportament
Pel fet de ser abelles tropicals són actives tot l'any però en climes frescos (de gran altitud) poden presentar diapausa. Encara que no puguin picar amb el fibló es defensen mossegant i algunes com les del gènere Oxytrigona, tenen secrecions de les mandíbules que fan butllofes doloroses. Fan colònies grans.

### Ruscs
Normalment fan els nius en troncs d'arbres buits, branques d'arbres i cavitats sota terra o esquerdes de roques. Molts apicultors les mantenen en el seu niu original o bé les transfereixen a caixes de fusta.
Emmagatzemen pol·len i mel en grans recipients amb forma ovalada fets de cera barrejada amb diverses resines. Al contrari que les larves de l'abella de la mel les de Meliponini no són alimentades directament. Els ruscs poden contenir de 300 a 80.000 abelles, segons les espècies.

### Futur
A Mesoamèrica el futur del melioponins és obscur. El nombre d'apicultors d'abelles sense fibló està en ràpid declivi en favor de les abelles amb fibló no autòctones africanitzades (Apis mellifera) que són més productives. Tanmateix, hi ha unes flors que les abelles amb fibló no visiten, com les de la família de les solanàcies i diversos arbres i arbusts del bosc que necessiten les abelles sense fibló. Hi ha tanmateix esforços per conservar l'apicultura d'abelles sense fibló, tradicional per exemple entre els maies.

## Meloponinis que produeixen mel
- Austroplebeia spp.
- Trigona spp.
  - T. carbonaria
  - T. hockingsii
  - T. iridipennis
- Melipona spp.
  - M. beecheii
  - M. costaricensis
  - M. yucatanica
  - M. panamica
  - M. fasciata
  - M. marginata
  - M. compressipes
  - M. fuliginosa
  - M. flavolineata
  - M. fasciculata
  - M. rufiventris
  - M. subnitida
  - M. quadrifasciata
- Tetragonisca spp.
  - T. angustula